# Mazurzy
Mazurzy (maz. Mazurÿ, daw. Mazurzy pruscy) – mieszkańcy południowych Prus Wschodnich, potomkowie polskich osadników z Mazowsza (przeważnie chłopów, ale także szlachty), którzy w kilku falach osadnictwa zasiedlili południową i częściowo wschodnią część Prus Książęcych od XII w. i którzy ulegli wymieszaniu z pozostałościami ludności pruskiej oraz kolonistami z Rzeszy Niemieckiej i innych państw Europy Zachodniej. Obecnie trudno określić proporcje określonych etnosów w kształtowaniu się ludności mazursko-pruskiej. 

## Historia

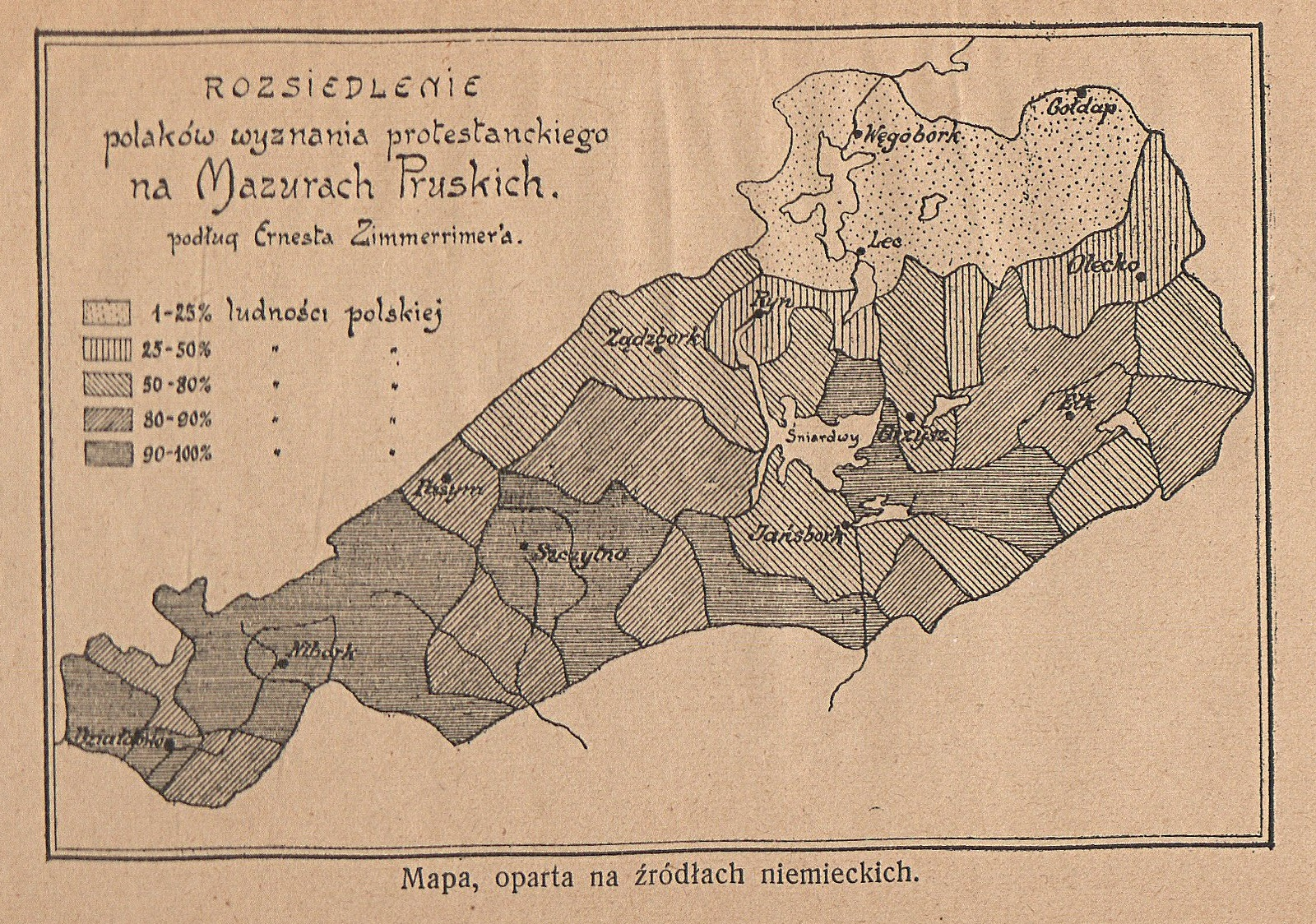
Rozmieszczenie Polaków wyznania protestanckiego na Mazurach Pruskich – mapa z książki Stefanii Sempołowskiej „Mazury Pruskie” z 1920 roku.

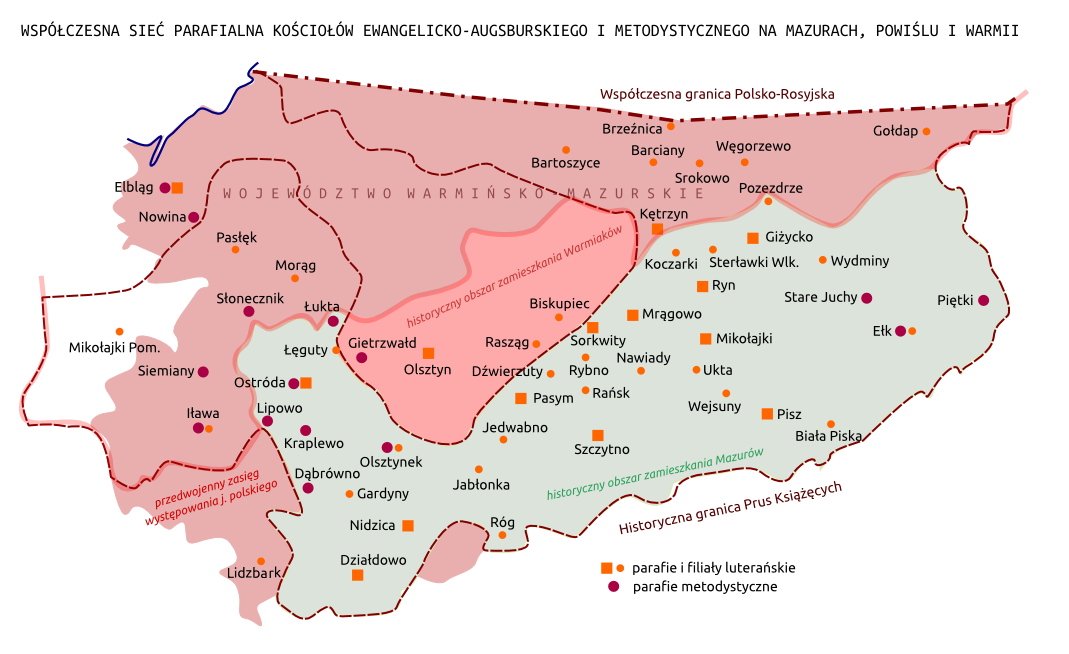
Współczesna sieć parafialna kościołów luterańskiego i metodystycznego na Mazurach, Powiślu i Warmii. Większość wiernych stanowią autochtoniczni Mazurzy.

Po sekularyzacji państwa zakonu krzyżackiego w Prusach w 1525 roku i wprowadzeniu przymusowej protestantyzacji, ludność Mazur, zgodnie z zasadą cuius regio, eius religio, stając się obywatelami Prus Książęcych przyjęła luteranizm. Odtąd luteranizm stał się ważną cechą wyróżniającą Mazurów pruskich od pokrewnych grup etnicznych (Warmiaków i Mazowszan). Mazurzy wykazywali jeszcze polską świadomość narodową, pielęgnowali polskie tradycje. W XVIII wieku pojęcie polskości miało na tym obszarze jedynie znaczenie językowe, a nie narodowe. 
Mazurzy mówili gwarą mazurską będącą odmianą dialektu mazowieckiego (mazurskiego) języka polskiego, wypieraną od połowy XIX w. przez język niemiecki. Gwara mazursko-pruska charakteryzuje się obecnością (oprócz słownictwa typowo mazowieckiego) słów pochodzenia bałtyjskiego (pruskiego) i niemieckiego. Językiem oświaty i literatury religijnej Mazurów pruskich aż do lat 70. XIX wieku. był język polski. Mazurska szlachta polska uległa germanizacji najwcześniej, bo już pod koniec XVIII wieku.

Język niemiecki, używany przez Mazurów był językiem literackim (hochdeutsch) i różnił się od potocznego języka niemieckich większości mieszkańców Prus Książęcych, którym była odmiana języka dolnoniemieckiego (Plattdeutsch).

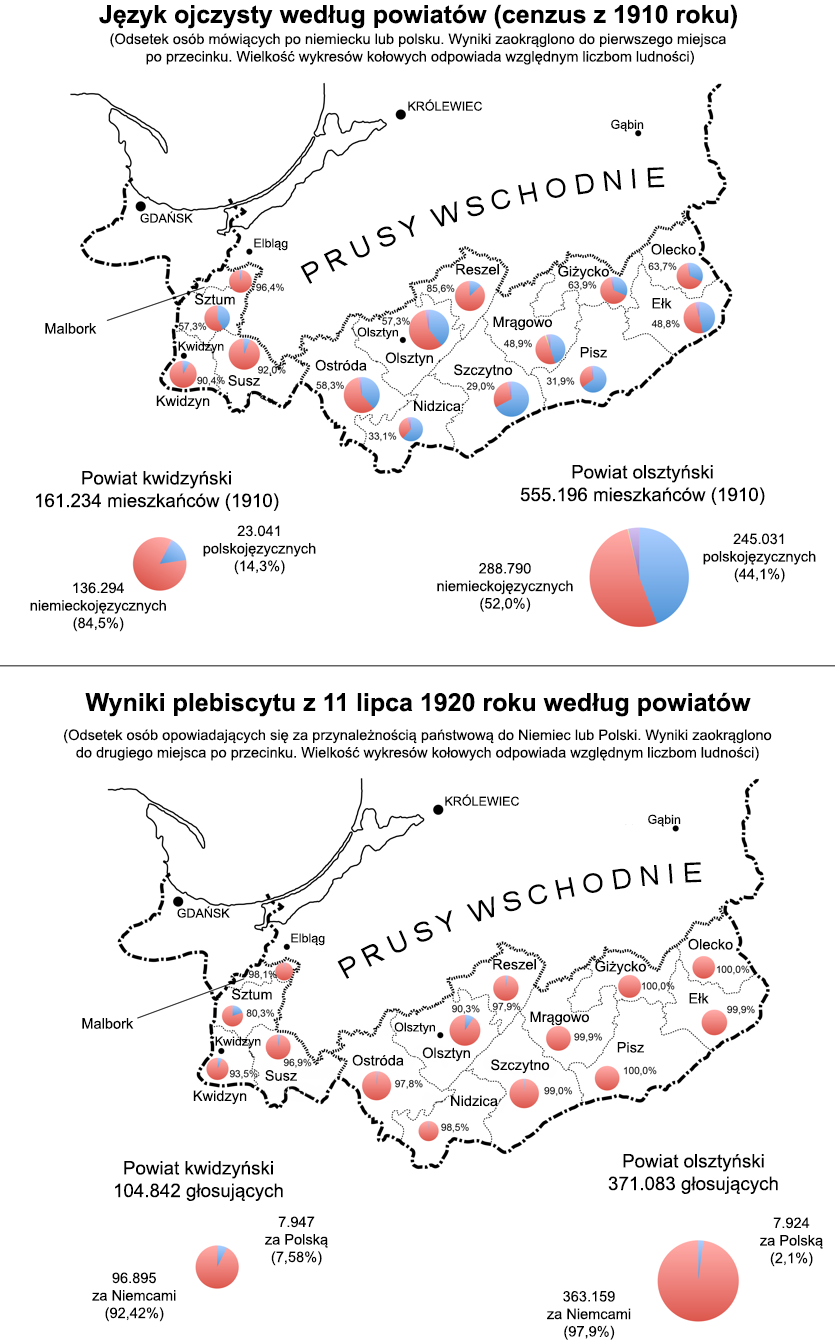
Języki występujące na terenie Prus Wschodnich w 1920 roku oraz wyniki plebiscytu terytorialnego z 11 lipca tego samego roku.

W XIX wieku polskojęzyczna ludność Prus Wschodnich, podobnie jak i Śląska, poddana została germanizacji przez rząd pruski. Germanizacji przeciwdziałał Gustaw Gizewiusz, polski działacz społeczno-narodowy i folklorysta. Przede wszystkim domagał się utrzymania języka polskiego w szkołach, a w celu powstrzymania germanizacji wydawał polskie książki dla Mazurów, m.in. tłumaczenie podręcznika szkolnego Przyjaciel młodzieży, we współpracy z Marcinem Gregorem (Królewiec 1845). Spisywał pieśni ludu mazurskiego włączone później przez O. Kolberga do jego Dzieł Wszystkich.
W 1920 roku miał miejsce plebiscyt w części Prus Wschodnich, głównie na Mazurach, w którym zamieszkała tam ludność w zdecydowanej większości opowiedziała się za pozostaniem w granicach Prus Wschodnich. Nawet w okręgach zdominowanych przez ludność polskojęzyczną, odsetek głosujących za pozostaniem w Rzeszy Niemieckiej sięgał powyżej 99%.
Po I wojnie światowej, władze niemieckie otwarcie zwalczały gwarę mazurską. Prześladowania rozpoczęte przez bojówki niemieckie dotknęły zwłaszcza tę część ludności, która w plebiscycie, w 1920 roku, opowiedziała się za przynależnością do Polski, ale szybko objęły wszystkich Mazurów pruskich, którzy nie utożsamiali się z Niemcami. Także w latach późniejszych władze niemieckie tłumiły przejawy tożsamości narodowej Mazurów, zamykając szkoły w których nauczano mowy mazurskiej.
Mazurzy pruscy, podobnie jak Warmiacy i inne grupy etniczne, po II wojnie światowej byli szykanowani przez polskie władze komunistyczne jako element niepewny. Często byli traktowani jako Niemcy. Wynikało to ze znacznego zgermanizowania Mazurów w XIX-XX w. Doprowadziło to do fal migracji (wyjazdów) Mazurów i wielu innych częściowo zgermanizowanych, polskich grup etnicznych, które na swej ziemi przetrwały wieki. O prawa Mazurów pruskich w tym okresie walczył Jerzy Burski. Pomiędzy Mazurami pruskimi a napływającymi po 1945 r. na obszar byłych Prus Wschodnich Kurpiami, będącymi odmianą Mazowszan wytworzyły się liczne napięcia, pomimo że obie grupy różniły się nie tyle językiem (w obu wypadkach dialekt mazowiecki), co wyznaniem. Bardzo częste były przypadki dyskryminacji ludności prusko-mazurskiej. Na teren dawnych Prus Wschodnich, w tym Mazur, napływały także inne grupy po 1945 roku: Kresowiacy (tj. Polacy wysiedleni z Kresów Wschodnich), osadnicy z centralnej Polski i inni. Praktycznie wszyscy mazurscy Niemcy zostali wysiedleni do Niemiec, natomiast części słowiańskim Mazurom (pochodzenia prusko-polskiego) pozwolono zostać, jednak większość z nich również wyjechała do Niemiec, choć dobrowolnie, wskutek czego większość współczesnych mieszkańców tego obszaru to ludność, która napłynęła tu po 1945 roku. Jedyną okolicą na historycznych Mazurach, gdzie przeważają autochtoniczni Polacy, są okolica Działdowa, czyli tereny wchodzące w skład II Rzeczypospolitej Polskiej przed 1939 rokiem.
W 2011 roku podczas Narodowego Spisu Powszechnego, identyfikację mazurską zadeklarowało 1376 osób, w tym 1125 osób jako identyfikację drugą, 1027 osób zadeklarowało ją wraz z identyfikacją polską. Spośród deklarujących 932 osób zamieszkiwało miasta, a 445 osób zamieszkiwało wsie.
W 2016 roku powstała Rada Mazurska promująca kulturę Mazur.

## Powiązania etniczne

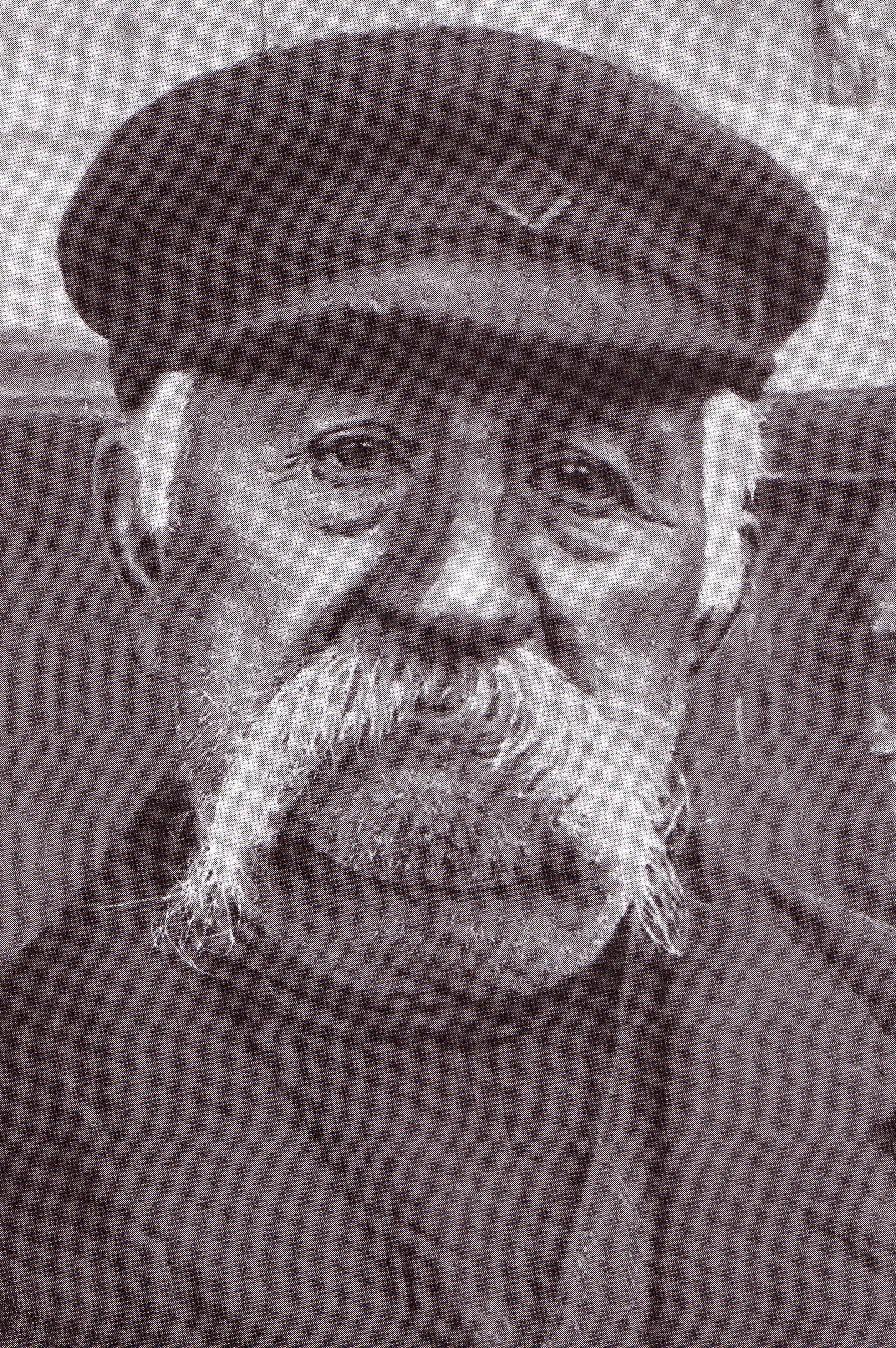
Mazurski rybak, fotografia sprzed 1930 roku

Bardzo często w potocznym rozumieniu za Mazurów uważa się tylko Mazurów pruskich, co wynika jednak z pewnej ignorancji, gdyż Mazur oznaczał początkowo przede wszystkim mieszkańca Mazowsza (vide: „Pamiętniki” Jana Chryzostoma Paska czy „Chłopi” Reymonta), a dopiero wraz z migracją zaczęto tym terminem określać mieszkańców innych krain, stąd: Mazurzy pruscy, Mazurzy litewscy (opisani przez Adama Mickiewicza w Panu Tadeuszu w postaci szlachty dobrzyńskiej), Mazurzy małopolscy.

## Etnonimia
Pierwotne znaczenie słowa „Mazur” = człowiek z Mazowsza (np. Jan Chryzostom Pasek) – jako mieszkaniec Mazowsza. Określenia „mazurskość”, „język mazurski” zaczęły rozpowszechniać władze pruskie w połowie XIX wieku aby zaznaczyć rzekomą odrębność mieszkańców południowych Prus od ludności polskiej. Takim też mianem określana była w Małopolsce i Rusi Czerwonej (Galicja), ludność osadzana na prawie polskim i magdeburskim począwszy od XIV wieku (zob. Sienieńscy, Krasiccy). Byli jedną z ważniejszych grup etnograficznych Galicji zaliczani do tzw. Podolaków, czyli równiaków, mieszkańców równin obok Krakowiaków, Grębowiaków (Lisowiacy, czyli Borowcy), Głuchoniemców, Bełżan, Bużan (Łopotniki, Poleszuki) Opolan, Wołyniaków, Pobereżców, czyli Nistrowian”.

## Kultura ludowa

### Zwyczaje doroczne

#### Między Bożym Narodzeniem a świętem Trzech Króli
Przed Bożym Narodzeniem w domach wieszano wieniec adwentowy pleciony z choinki, zdobiony wstążkami i świeczkami, zawieszany w pokoju pod sufitem. Do 1945 r. na Mazurach nieznany był zwyczaj łamania się opłatkiem, a świąteczne choinki zaczęto stawiać w domach dopiero około 1910.
Pierwszego dnia świąt obchodzono Jutrznię na Gody, w której udział brała cała wieś. Według wierzeń w okresie od Bożego narodzenia do Trzech Króli chodziły czarownice i złe duchy. By się diabeł nie kręcił nie wolno było prząść, rąbać drewna – bo w zasięgu odgłosów będą puste kłosy.
Dwanaście dni pomiędzy Bożym Narodzeniem a świętem Trzech Króli miało określać pogodę, jaka będzie panować w każdym miesiącu nadchodzącego roku, oraz miało przepowiadać przyszłość. Okres ten nazywano dwunastkami:
- Jeśli Boże Narodzenie przypadało w niedzielę, zima miała być ciepła, wiosna wilgotna a lato przyjemne, jesień wilgotna, zboża miały być obfite, a w małżeństwach miał panować pokój.
- Jeżeli w Boże Narodzenie panowała piękna pogoda, nadchodzący rok miał przynieść dużo pięknego zboża.
- Jeśli w pierwszy dzień po Bożym Narodzeniu panowała piękna pogoda, przychodzący rok miał przynieść niesnaski.

#### Nowy Rok
Od nowego roku po wsiach chodziły zespoły przebierańców, zwanych Napierkami, Klonami, Szymonami – ubrane w maski kóz, baranów, niedźwiedzi. W ostatni dzień roku urządzano psotowanie – zatykano kominy, malowano szyby. W ostatni dzień karnawału Mazurzy urządzali najczęściej składkowe zabawy i bawiono się do północy.

#### Wigilia św. Jana, dożynki i zaduszki
W Świętego Jana przestrzegano zakazu przychodzenia obcych do domu, nie zbierano niektórych ziół. Po tym dniu dziewczęta rzucały wianki na wodę, pod poduszki kładły wianki z macierzanki – by przyśnił się przyszły mąż. 
Odpowiednikiem polskich dożynek był mazurski Plon. W Zaduszki karmiono dziadów proszalnych pod kościołami. 

#### Wesela
Na weselach tańczono kosejdera, żabkę, dziada, chodzonego. Po drugim dniu wesela pannę młodą przeprowadzano do nowego domu. Tydzień po weselu były poprawiny i pierwszą wizytę młodzi składali rodzicom małżonki.

#### Wierzenia ludowe

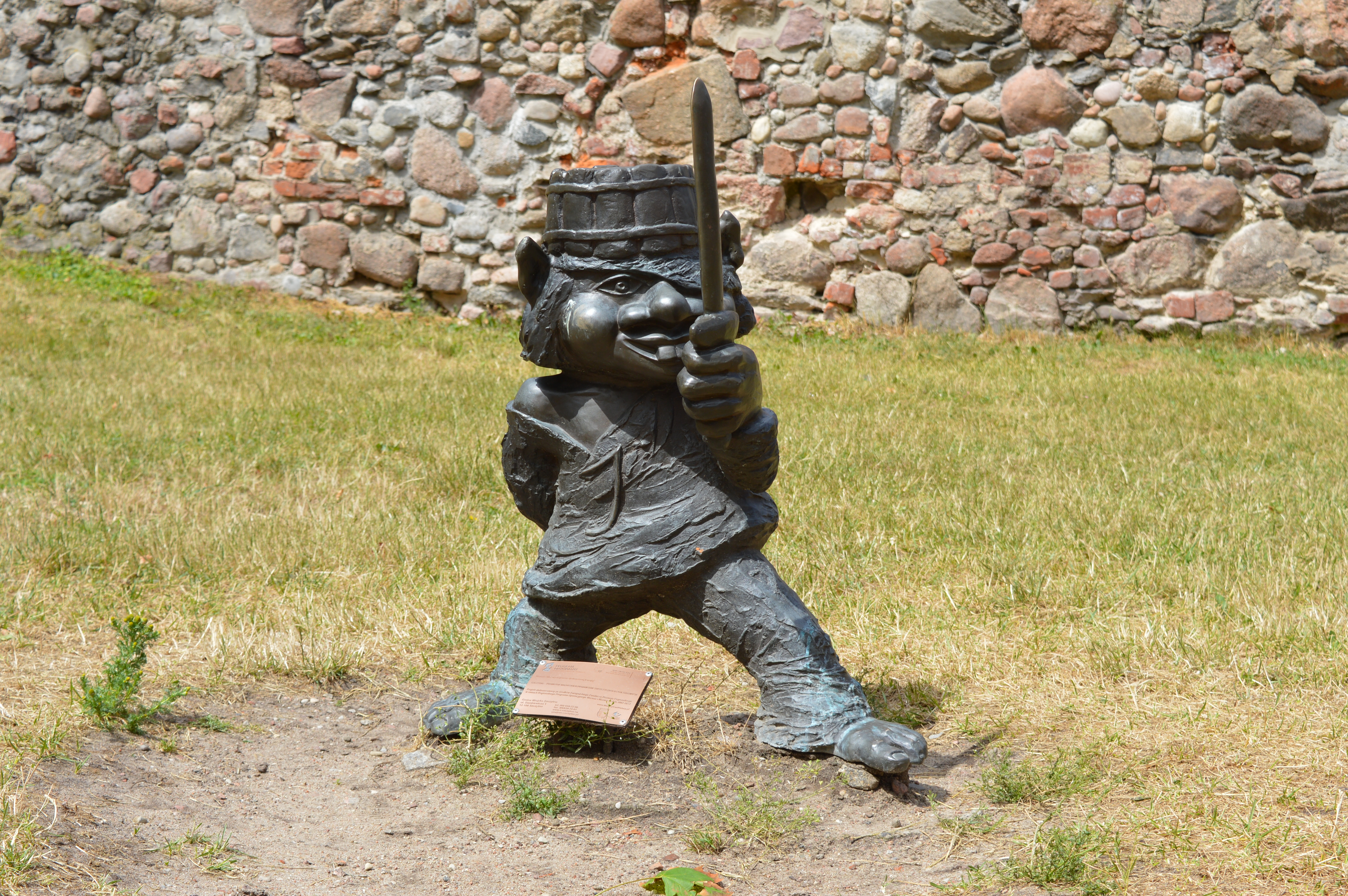
Rzeźba Pofajdoka w Szczytnie

Wśród mazurskich ludów istniał niepisany zakaz wykonywania pewnych prac gospodarskich w niektóre dni w roku, np. w czwartek po kolacji. Wierzono, że kto nie przestrzega tego zakazu, u tego zmory zaplotą zwierzętom grzywy i ogony. Szycie w takie dni miało powodować ślepotę u zwierząt. Różne przestrogi wyciągano z zachowania zwierząt: piejąca kura była zwiastunem nieszczęścia.
W mazurskiej wyobraźni występował cały szereg demonów: topników (topiących w jeziorach ludzi), ogników i mar. Mazurskie diabły przybierały postacie zwierząt i ptaków, mieszkały w lasach i na bagnach. Mogły być złe lub dobre. Demon Kłobuk miał przybierać postać czarnego kurczaka.
Wierzono w czarownice, które miały odbierać krowom mleko i rzucać uroki na młode zwierzęta i dzieci. Złym mocom zapobiegano kładąc siekiery w narożach obór, liczono wspak jednocześnie spluwając, wiązano czerwone wstążki. Głównymi motywami twórczości ludowej były diabeł i chytra baba, z którymi wiążą się ludowe przysłowia i powiedzenia, np.:
- Przez babę do diabła,
- Gdzie diabeł nie może tam babę pośle[12].

### Architektura wsi mazurskich

Zagroda mazurska z domem ustawionym szczytem do drogi.

Typowa historyczna zabudowa wiejska składała się przede wszystkim z kościoła z wieżą posadowionego w centrum wsi, karczmy, folwarku oraz regularnej kępy drzew na wzniesieniu, gdzie znajdował się cmentarz. Typowymi obiektami w mazurskich wsiach były także budynki kuźni, wiatraka, remizy strażackiej, młyna i szkoły. Najwięcej wsi czynszowych powstało na podstawie przywileju lokacyjnego.

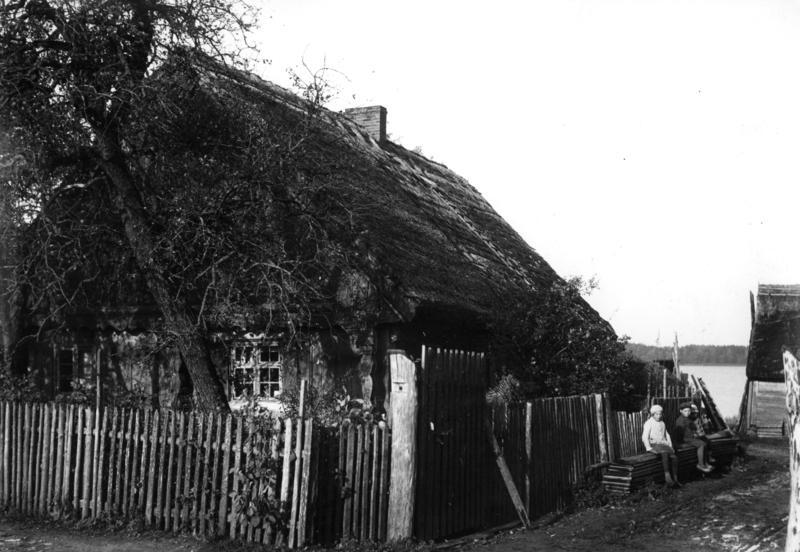
Archiwalne zdjęcie chaty mazurskiej z 1931 roku.

Cechy wyróżniające budownictwo mazurskie to przede wszystkim:
- budynki drewniane w rzucie prostokątnym,
- chaty drewniane na planie krzyża,
- zabudowa z czerwonej cegły z dachami krytymi dachówką,
- Fragment podcienia szczytowego chałupy z okolic Mrągowa (za Boetticherem).dach dwuspadzisty,

Fragment podcienia szczytowego chałupy z okolic Mrągowa (za Boetticherem).

- ściany wykonane z dobrego materiału,
- drzwi wejściowe znajdują się w ścianie dłuższej,
- zdobnictwo jest oszczędne.

Zdobione były drzwi, szczyty i okienne obramienia. Nowsze budynki mieszkalne często wyposażone są w ganki.
Przed wiekami mazurskie chaty budowano na zrąb. Szczyty domów modelowano za pomocą układu desek. Szkielet był z belek a ściany okładano deskami. Dach kryto trzciną, słomą lub gontem. Krokwie ozdabiano np. głową końską. Okiennice ozdabiane były wycięciami. Domy budowano z podcieniem. Jednym z charakterystycznych elementów budownictwa wiejskiego była tzw. ciemna kuchnia. Cechą charakterystyczną mazurskiej zagrody chłopskiej było oddzielne położenie budynku mieszkalnego od zabudowań gospodarczych. Jedynie w biedniejszych zagrodach stawiano jeden budynek mieszkalno-inwentarski.
Mazurskie wsie miały kształt ulicówek – położonych wzdłuż drogi, rzeki albo, rzadziej, kształty owalne – gdy chałupy budowano wokół np. kościoła lub stawu.
W II połowie XIX wieku budownictwo murowane zaczęło wypierać drewniane. Powstawały charakterystyczne budynki mieszkalne i użytkowe z czerwonej cegły. Za panowania gaulaitera Ericha Kocha w latach 30. XX wieku masowo powstawały charakterystyczne kochówki – niewielkie, parterowe domki pokryte tynkiem z dwuspadzistym dachem o charakterystycznej linii z lekko wklęsłymi bokami.

#### Wyposażenie wnętrz
Wyposażenie chałup zależne było od zamożności gospodarzy. Wnętrza jednoizbowe podzielone były na obszerną izbę, do której wchodziło się przez sień oraz komorę i zapiecek. Izba pełniła jednocześnie funkcje kuchenne i sypialne oraz jako pomieszczenie dziennego pobytu. Na meble składały się łóżka (od najprostszych pryczy, po okazałe z baldachimem – czyli podniebziem. Do spania wykorzystywane były także ławy skrzyniowe – ślubanki, w których mieściła się pościel.
Głównym elementem wnętrza był ogromny piec. W drugiej połowie XIX wieku do mazurskich chałup zawitały przyozdobione firankami i koronkami kredensy. Pod oknem znajdowały się stół, malowane ławy i krzesła zydle zdobione ażurowymi motywami koniczynek, serduszek, lub półksiężyców. Przy stołach zbierały się rodziny do spożywania posiłków. Jedzono drewnianymi łyżkami z jednej lub kilku cynowych bądź glinianych naczyń. Niemowlęta przebywały w kołyskach, a dziadkowie zajmowali zapiecek. Odzież przechowywano w zdobionych skrzyniach, które później zastąpiły komody, a następnie upiększane motywami roślinnymi szafy. Ściany domów w późniejszym okresie malowano wapnem.
Pierwotnie do uprawy roli chłopi używali radła, do orki soch, a później pługów.